# Canal de Piombino

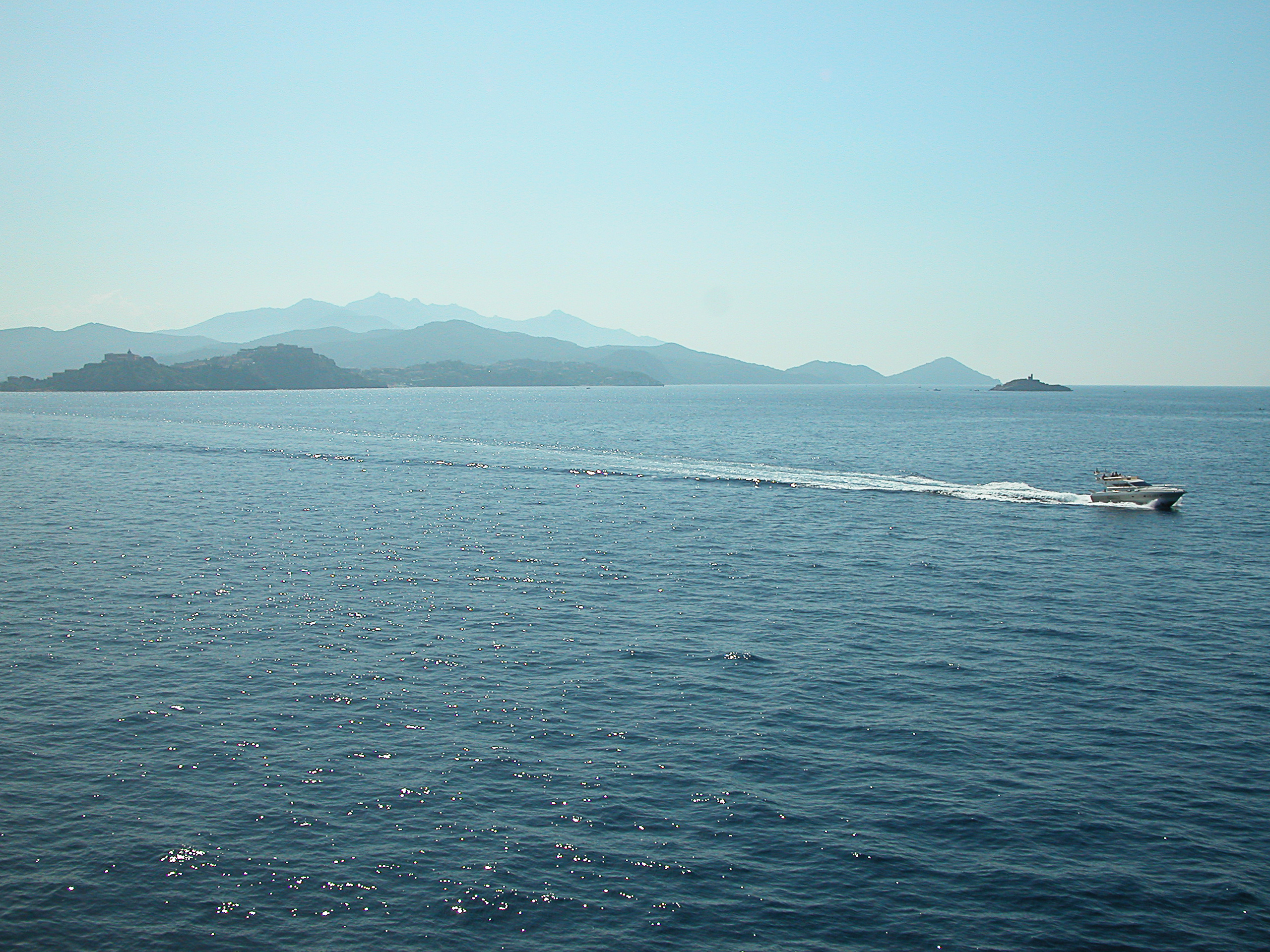
El canal de Piombino y la isla de Elba.

El canal de Piombino (del italiano: Canale di Piombino) es un estrecho canal marino de la costa occidental de Italia, que separa la costa oriental de la isla de Elba de la costa toscana, precisamente en las proximidades del promontorio y de la ciudad de Piombino, que da su nombre al canal.
El brazo de mar, con el canal de Córcega, constituye también el punto de unión entre el mar de Liguria al norte y el mar Tirreno al sur.
Cerca de la costa oriental de la isla de Elba, el canal de Piombino incluye también la isla de Cerboli y la de Palmaiola, además de dos islotes menores próximos a la costa oriental de Elba (isola dei Topi y isolotto di Ortano).